# 김은혜 (배우)
김은혜(1989년 5월 17일 ~ )는 대한민국의 배우이다.

## 학력
- 구정고등학교 (졸업)
- 서울예술대학교 연기학과 (전문학사)

## 출연 작품

### 드라마
- 2013년 MBC 주말드라마 《금 나와라, 뚝딱!》 - 몽희의 노점상에서 교환해달라고 하는 손님 역
- 2014년 tvN 월화드라마 《라이어 게임》
- 2016년 SBS 아침드라마 《사랑이 오네요》
- 2017년 MBC 월화드라마 《역적 : 백성을 훔친 도적》
- 2018년 SBS 아침드라마 《나도 엄마야》 - 노미현 역

### 영화
- 2019년 《비스트》 - 목격자 여자 역

### 광고
- 농심 포테토밀

### 뮤직비디오
- 2007년 H-유진 - 날 사랑하지마요 (feat. J)